# Serafin (prawosławny patriarcha Antiochii)
Serafin (zm. 1823) – prawosławny patriarcha Antiochii w latach 1813–1823.